# Spišský Štiavnik
Spišský Štiavnik (em alemão: Schawnik ou Schafing; húngaro: Savnik) é um município da Eslováquia, situado no distrito de Poprad, na região de Prešov. Tem 18,22 km² de área e sua população em 2018 foi estimada em 2.903 habitantes.

## Demografia
| Ano:        | 1994 | 2004    | 2014    | 2024   |
| ----------- | ---- | ------- | ------- | ------ |
| Broj ljudi: | 1863 | 2142    | 2756    | 2826   |
| Razlika:    |      | +14,97% | +28,66% | +2,53% |

| Ano:               | 2023 | 2024   |
| ------------------ | ---- | ------ |
| Número de pessoas: | 2761 | 2826   |
| Diferença:         |      | +2,35% |